# Leioheterodon
Leioheterodon är ett släkte av ormar. Leioheterodon ingår enligt Catalogue of Life i familjen snokar och enligt The Reptile Database i familjen Pseudoxyrhophiidae.
Arterna är med en längd över 150 cm stora och robusta ormar. De förekommer på Madagaskar och vistas i torra skogar. Släktets medlemmar äter främst groddjur som ibland grävs fram med hjälp av den upphöjda nosen. Honor lägger ägg.
Arter enligt Catalogue of Life och The Reptile Database:
- Leioheterodon geayi
- Leioheterodon madagascariensis
- Leioheterodon modestus